# Mikami Sóko
Mikami Sóko (三上 尚子; Hepburn: Mikami Shōko) (Icsihara, 1981. január 8. –) japán válogatott labdarúgó.

## Klub
A labdarúgást a Nikko Securities Dream Ladies csapatában kezdte. 1999-ben a Tasaki Perule FC csapatához szerződött. 2002-ben a JEF United Ichihara csapatához szerződött. 2003-ban vonult vissza. 2007 és 2009 között a JEF United Chiba csapatában játszott.

## Nemzeti válogatott
1999-ben debütált a japán válogatottban. A japán válogatott tagjaként részt vett az 1999-es Ázsia-kupán. A japán válogatottban 3 mérkőzést játszott.

## Statisztika
| Japán válogatott | Japán válogatott | Japán válogatott |
| Időszak          | Mérk.            | gól              |
| ---------------- | ---------------- | ---------------- |
| 1999             | 3                | 2                |
| Összesen         | 3                | 2                |

## Sikerei, díjai
Klub
- Japán bajnokság: 1996, 1997, 1998

Egyéni
- Az év Japán csapatában: 2001